# Tribune Company
«Tribune Company» или «Tribune Media Company» — это американский мультимедийный конгломерат со штаб-квартирой в Чикаго, штат Иллинойс.
Через Tribune Broadcasting компания Tribune Media была одной из крупнейших телевизионных вещательных компаний, владеющей 39 телевизионными станциями в Соединённых Штатах и управляющей тремя дополнительными станциями в рамках местных маркетинговых соглашений. Она владела национальным базовым кабельным каналом (суперстанцией WGN America), региональным кабельным новостным каналом Chicagoland Television (CLTV) и чикагской радиостанцией WGN. Инвестиционные интересы включают Food Network, в которой компании принадлежал 31 % акций.
До выделения в августе 2014 года издательского подразделения компании в Tribune Publishing, Tribune Media была вторым по величине газетным издателем в стране после Gannett Company с десятью ежедневными газетами, включая Chicago Tribune, Los Angeles Times, Orlando Sentinel, Sun-Sentinel и The Baltimore Sun, а также после нескольких пригородных таблоидов.
В 2007 году инвесторы купили компанию, взяв на себя значительные долги. Последующее банкротство компании Tribune в 2008 году стало крупнейшим в истории американской медиаиндустрии. Однако, в декабре 2012 года компания Tribune Company вышла из него. 8 мая 2017 года Tribune объявила о своём решении продать компанию Sinclair Broadcast Group в Охотничью Долину (с англ. Hunt Valley), штат Мэриленд, но 9 августа 2018 года Tribune отменила продажу и подала на Sinclair B. G. в суд за нарушение контракта. 3 декабря 2018 года Nexstar Media Group объявила о слиянии с Tribune Media за 4,1 миллиарда долларов. Крупнейшее слияние вещательных компаний в истории США было одобрено в 2019 году.

## История

### Пионер печати
Компания Tribune была основана 10 июня 1847 года, когда одноимённая газета Chicago Daily Tribune опубликовала своё первое издание на заводе с одной комнатой, расположенном на улицах Ла-Салле и Лейк-Стрит в центре Чикаго. Первоначальный тираж прессы составлял 400 экземпляров, напечатанных на ручном прессе. The Tribune построила своё первое здание, имеющее четыре этажа, на улицах Дирборн и Мэдисон, в 1869 году.
Здание было разрушено во время Великого Чикагского пожара в октябре 1871 года, как и большая часть города. Два дня спустя «Трибюн» возобновила печать, опубликовав передовую статью «Чикаго снова поднимется». Джозеф Медилл, уроженец Огайо, который приобрёл долю в Tribune в 1855 году, получил полный контроль над газетой в 1874 году и руководил ею до своей смерти в 1899 году.
Два внука Медилла, двоюродные братья Роберт Р. Маккормик и Джозеф Медилл Паттерсон, взяли на себя руководство в 1911 году. В том же году в Торольде, Онтарио, Канада, открылась первая фабрика по производству газетной бумаги Chicago Tribune. Завод положил начало канадскому производителю газетной бумаги, позже известному как QUNO, в котором компания Tribune имела инвестиционный интерес вплоть до 1995 года.
Паттерсон основал вторую газету компании, New York News, в 1919 году. Право собственности Tribune на таблоид Нью-Йорка было сочтено «взаимосвязанным» из-за соглашения между Маккормиком и Паттерсоном.
Газета начала европейское издание во время Первой мировой войны. Чтобы конкурировать с Saturday Evening Post и Collier's в 1924 году, компания Tribune запустила еженедельный национальный журнал Liberty, которым руководила дочерняя компания McCormick-Patterson.

### Начало трансляции
Компания начала вещание в 1924 году, арендовав WDAP, одну из первых радиостанций Чикаго. Позже Tribune изменила позывные станции на WGN, отражая прозвище компании «Самая лучшая газета мира». WGN была приобретена компанией в 1926 году и впоследствии заняла видное место в радиоиндустрии.
В 1925 году компанией было завершено строительство своей новой штаб-квартиры - Башни Трибуны. В том же году компания решила профинансировать будущую школу журналистики имени Джозефа Медилла в Северо-Западном университете.
Журнал Liberty в конечном итоге превысил тираж Collier, но в нём было недостаточно рекламы, и он был продан в 1931 году. Европейское издание Tribune также было сокращено. Однако в 1933 году Tribune запустила службу распространения контента Chicago Tribune-New York News Syndicate.
После смерти сестры Джо Паттерсона и владельца Washington Times-Herald, Элеоноры (Сисси) Паттерсон в 1948 году, компания Tribune приобрела газету и управляла ею до 1954 года, когда Times-Herald была поглощена The Washington Post.
Ожидая забастовки типографов в ноябре 1948 года, Tribune досрочно напечатала свою газету, ошибочно заявив, что «Дьюи побеждает Трумэна» на президентских выборах 1948 года. Трибюн вошла в телевизионную индустрию тогда, когда она только зарождалась, в 1948 году, когда в апреле того же года были открыты WGN-TV в Чикаго и WPIX в Нью-Йорке. В 1956 году компания Tribune приобрела Chicago American у американского медиамагната Уильяма Рэндольфа Херста.
В 1960-х компания вышла на быстроразвивающийся рынок Флориды, приобретя Gore Newspapers Company из Форт-Лодердейла, владельца Sun-Sentinel и Fort Lauderdale News в 1963 году и Sentinel-Star Company, владельцев Orlando Sentinel, в 1965 году. Также в 1963 году компания приобрела часть несуществующего New York Mirror. Компания увеличила свои вещательные холдинги с приобретением радиостанции WQCD-FM в Нью-Йорке в 1964 году и независимой телевизионной станции KWGN-TV в Денвере в 1965 году. В 1967 году компания начала печатать таблоид The Suburban, обслуживающий пригородные районы Чикаго. Trib.
Корпорация была реорганизована в 1968 году путём реорганизации в соответствии с Общим законом о корпорациях Делавэра, прекращения регистрации в Иллинойсе, разделения её акций на четыре к одному и образования отдельной дочерней компании Chicago Tribune.
1970-е принесли компании ещё одно десятилетие приобретений, включая покупку покупателя в Лос-Анджелесе в 1973 году, которая стала называться Los Angeles Daily News. В 1973 году компания начала делиться историями среди 25 подписчиков через недавно созданную новостную службу Knight News Wire. К 1990 году эта служба была известна как KRT (Knight-Ridder / Tribune) и предоставляла своим членским газетам графику, фотографии и новостной контент. Когда McClatchy Company приобрела Knight-Ridder Inc. в 2006 году, KRT стала MCT (McClatchy-Tribune Information Services), которая совместно принадлежит Tribune Company и McClatchy.
Компания прекратила выпускать таблоид Chicago Today в 1974 году; Tribune также начала публиковать дневные выпуски. Утверждение изменений к уставу Tribune в 1974 году вызвало судебный процесс со стороны акционеров, которые увидели в этом шаг к выводу компании на биржу. Иск Джозефины Олбрайт - дочери Джозефа Паттерсона - и её сына Джозефа Олбрайт был отклонён в 1979 году.
Компания Tribune вошла в первую телевизионную синдикацию в 1975 году с дебютом журнала U.S. Farm Report. The Times-Advocate в Эскондидо, штат Калифорния, была приобретена компанией в 1977 году. В октябре 1978 года United Video Satellite Group подключила сигнал WGN-TV к спутнику, став национальной «суперстанцией», пополнив ряды WTCG (позже WTBS, теперь WPCH). -TV) в Атланте и WWOR-TV в Нью-Йорке. В 1978 г. в New York Daily News было зафиксировано несколько забастовок сотрудников.
В 1980 году Daily News добавила дневной выпуск, чтобы конкурировать с New York Post. Но это расширение не удалось, и газета вернулась к единоразовому выпуску в день с окончанием дневного выпуска в 1981 году. Также в том же году в качестве второй синдицированной телевизионной программы компании была запущена вечерняя информационная программа Independent Network News, предназначенная для независимых станций. происходит из WPIX. Газета New York Daily News была выставлена на продажу в 1981 году, но предложенная сделка сорвалась к 1982 году. В августе того же года Tribune приобрела бейсбольную команду высшей лиги Chicago Cubs у Уильяма Ригли III.
В 1981 году все телевизионные станции Tribune, которые ранее входили в состав WGN Continental Broadcasting, были переданы дочерней компании Tribune Broadcasting Company. В следующем году Tribune сформировала Tribune Entertainment Company в качестве производственной дочерней компании для производства существующих синдицированных программ компании, включая Отчёт о фермах США, а также новых шоу.

### Открытое акционерное общество
В 1983 году «Пригородная трибуна» была заменена зональными выпусками «Чикаго Трибюн». В октябре того же года Tribune Company стала публичной фирмой, продав 7,7 миллиона акций по цене 26,75 доллара за штуку. В 1985 году компания Tribune Broadcasting приобрела независимую станцию KTLA в Лос-Анджелесе, заключив сделку с Кольбергом Крависом Робертсом за рекордные 510 миллионов долларов.
Из-за правил Федеральной комиссии по коммуникациям о совместном владении СМИ, которые запрещают владение телевизионной станцией и газетой на одном рынке, Tribune была вынуждена продать Los Angeles Daily News. С покупкой KTLA Tribune стала четвертым по величине владельцем телевизионной станции в Соединённых Штатах после трёх основных вещательных сетей. Компания приобрела Newport News, газету Вирджиния, Daily Press в 1986 году, но продала принадлежащее этой газете кабельное телевидение, находящееся в совместном владении.
Чтобы противодействовать возможному враждебному корпоративному поглощению в 1987 году, компания Tribune разработала план, который позволял акционерам приобретать дополнительные привилегированные акции из новой серии акций в случае, если покупатель приобретёт 10 % обыкновенных акций компании или тендерное предложение для компании. Акционеры также одобрили дробление акций в соотношении два к одному. Компания Tribune Entertainment добилась успеха в 1987 году, запустив синдицированное дневное ток-шоу «Джеральдо». В 1988 году компания Tribune приобрела пять еженедельных газет в округе Санта-Клара, штат Калифорния. После спора с некоторыми из своих профсоюзов Tribune продала Daily News британскому бизнесмену Роберту Максвеллу в 1991 году.
В связи с изменениями в медиаиндустрии, вызванными более широким доступом общественности к Интернету в 1990-х годах, Tribune Publishing начала распродавать некоторые из своих газетных владений. В течение десятилетия компания Tribune Broadcasting постоянно приобретала дополнительные станции, а Tribune открыла два новых подразделения: Tribune Ventures и Tribune Education. В 1993 году компания Tribune Broadcasting запустила Chicagoland Television (CLTV), круглосуточный местный кабельный новостной канал для Чикаго.
Интернет-издания газет Tribune начали создаваться в 1995 году, а цифровое издание Chicago Tribune было выпущено в 1996 году. Также в 1996 году Tribune (владеющая 20 % акций) создала совместное предприятие с American Online (которой принадлежало 80 % акций) под названием Digital City Inc., чтобы создать серию веб-сайтов Digital City для предоставления интерактивных местных новостей и информационных услуг. К 1997 году в портфеле Tribune Publishing оставалось всего четыре ежедневных газеты: Chicago Tribune, Fort Lauderdale Sun-Sentinel, Orlando Sentinel и Daily Press. Tribune также создала своё подразделение Tribune Ventures для приобретения долей в новых медиа-компаниях.
В середине того же года Tribune Ventures приобрела доли в таких компаниях, как AOL (владеет 4 %), специалистом по электронным платежам CheckFree Corporation (владеет 5 %), поисковой компанией Excite, Inc. (владеет 7 %), Mercury Mail, Inc. . (владеет 13 %), Open Market, Inc. (владеет 6 %) и Peapod LP (владеет 13 %). Также в том же году Orlando Sentinel и Time Warner Cable объединились, чтобы создать в Орландо местный кабельный новостной канал Central Florida News 13. Tribune также приобрела 31 % акций Food Network.
Компания начала 1990-е с шестью телевизионными станциями, но изменения в федеральных правилах владения радио и телевидением позволили Tribune расширить свои владения телевизионными станциями в течение следующего десятилетия. К 1997 году компания Tribune Broadcasting приобрела десять дополнительных станций, шесть из которых были приобретены в результате покупки в этом году компании Renaissance Broadcasting за 1,1 миллиарда долларов наличными.
Tribune приобрела 12,5 % акций The WB Television Network в августе 1995 года; у компании было десять из своих 16 станций, связанных с сетью (включая пять, которые были подписаны в качестве чартерных филиалов в результате первоначального соглашения о присоединении Всемирного банка к Tribune в 1993 году). В марте 1997 года компания Tribune инвестировала 21 миллион долларов в The WB, что увеличило её долю в сети до 21,9 %.
В ноябре 1994 года Tribune Broadcasting сформировала партнерство с несколькими партнерами из числа меньшинств, включая Куинси Джонса, и сформировала Qwest Broadcasting. Qwest работала как отдельная компания от Tribune (которая владела станциями на нескольких рынках, где Tribune уже владела станциями, включая WATL в Атланте, которая работала вместе с принадлежащей Tribune WGNX).
Компания Tribune вошла в новый бизнес-сектор, когда в 1993 году основала компанию Tribune Education. Сектор рос и обеспечивал высокую рентабельность. В течение 1996 года Tribune использовала 400 миллионов долларов для покупки нескольких издателей учебных материалов: Contemporary Books, Inc., The Wright Group, Everyday Learning Corporation, Jamestown Publishers, Inc., Educational Publishing Corporation, NTC Publishing Group и Janson Publications. В 1996 году эта группа была издателем номер один дополнительных учебных материалов. В 1997 году компания Tribune Education приобрела 80,5 % акций массового издательства детских книг Landoll.
В июне 1998 года Tribune заключила сделку с Emmis Communications по обмену WQCD-FM на последнюю компанию в обмен на приобретение двух телевизионных станций, принадлежащих Emmis (WXMI в Гранд-Рапидс, штат Мичиган, и KTZZ в Сиэтле, штат Вашингтон). Позже он обменял WGNX в Атланте на Meredith Corporation в обмен на KCPQ-TV в Сиэтле в марте 1999 года. Позже в том же году радиостанция приобрела WEWB в Олбани, Нью-Йорк, а WBDC в Вашингтоне, округ Колумбия, для обработки данных была включена компания Tribune Interactive, Inc. все различные веб-сайты, посвященные его издательскому делу, телевидению, радио и газетам. В течение 1999 финансового года Tribune получила 1,47 миллиарда долларов прибыли при общей выручке в 2,92 миллиарда долларов, частично за счёт прибыли от продажи некоторых из своих инвестиций в Интернет. В феврале 2000 года Tribune приобрела оставшиеся 67 % акций Qwest Broadcasting за 107 миллионов долларов, фактически добавив к своему списку ещё две станции, увеличив охват на 27 % территории страны.
В июне 2000 года Tribune приобрела находящуюся в Лос-Анджелесе Times Mirror Company в результате слияния на сумму 8,3 миллиарда долларов США, крупнейшего приобретения в истории газетной индустрии, фактически удвоившего размер газетных холдингов Tribune. Слияние Times Mirror добавило семь ежедневных газет к существующей издательской собственности Tribune, в том числе Los Angeles Times, Newsday на Лонг-Айленде, The Baltimore Sun и Hartford Courant. В результате сделки Tribune стала единственной медиа-компанией, владеющей как газетами, так и телевизионными станциями на трёх крупнейших медиа-рынках Нью-Йорка, Лос-Анджелеса и Чикаго, как результат отказа от перевозки, одобренный FCC.
Помимо других преимуществ от слияния, включая экономию на масштабе, газеты Tribune теперь могут эффективно конкурировать за национальную рекламу, поскольку они выросли и стали третьей по величине газетной группой в стране. Tribune Media Net, национальная организация по продаже рекламы Tribune Publishing, была основана в 2000 году для того, чтобы воспользоваться преимуществами расширенных масштабов и возможностей компании. К 2001 году выручка выросла до 5,25 миллиарда долларов. Однако компании «Трибьюн» необходимо было выплатить часть долга, накопленного в результате покупки Times Mirror; в результате Tribune начала продавать различные не газетные холдинги, принадлежащие Times Mirror.
Поставщик полетной информации Jeppesen Sanderson был продан Boeing за 1,5 миллиарда долларов в октябре 2000 года. Также в октябре Институт международных исследований приобрел консалтинговую и обучающую фирму AchieveGlobal за 100 миллионов долларов. Times Mirror Magazines была продана Time, Inc. в ноябре того же года за 475 миллионов долларов. В сентябре 2000 года компания Tribune продала своё подразделение Tribune Education компании McGraw-Hill за 686 миллионов долларов. После всех этих продаж у Tribune все ещё оставалось 4 миллиарда долларов долгосрочной задолженности. В том же году Tribune основала совместное предприятие с Knight-Ridder, CareerBuilder.
После терактов 11 сентября 2001 г. доходы от рекламы в секторе средств массовой информации резко сократились. Это привело к сокращению штата сотрудников на 10 % в масштабах всей компании и к расходам на реструктуризацию в размере 151,9 млн долларов.
В 2002 и 2003 годах компания Tribune Broadcasting приобрела четыре дополнительных телевизионных станции, увеличив свои телевизионные холдинги до 26 станций, некоторые из которых были приобретены на торгах радиостанций компании; в результате её бывшая флагманская радиостанция WGN (AM) в Чикаго стала единственной оставшейся радиостанцией компании. В августе 2002 года Tribune Publishing приобрела ежемесячное издание о стиле жизни Chicago у Primedia, Inc. К слову, Хой, газета на испанском языке, принадлежащая компании, расширилась с запуском местных изданий в Чикаго (в сентябре 2003 года) и Лос-Анджелесе (в марте 2004 года).
Tribune также выпустила ежедневные газеты для молодых горожан, в том числе издание RedEye от Chicago Tribune в 2003 году, после чего последовала инвестиция в AM New York. В том же году Tribune настояла на том, чтобы Федеральная комиссия по связи ослабила свои правила, запрещающие совместное владение газетами и телеканалами (телевидение и / или радио) на едином рынке. Tribune должна была продать либо газету, либо телеканал в Лос-Анджелесе, Нью-Йорке и Хартфорде, в то время как её комбинация Sun-Sentinel и WBZL-TV в Майами / Форт-Лодердейле, Флорида, получила временный отказ. В июне 2003 года Федеральная комиссия по связи предоставила исключения для других комбинаций газеты и телевидения.
В 2006 году Tribune приобрела миноритарный пакет акций AM New York, передав ему полную собственность на газету. В 2008 году компания продала Newsday и AM New York компании Cablevision Systems Corporation.
Партнерство Tribune с The WB закончилось в 2006 году, когда сеть была закрыта — вместе с UPN, принадлежащим CBS Corporation — для создания сети CW Television Network, которая совместно принадлежит CBS и Time Warner и связана с несколькими станциями, принадлежащими Tribune; Tribune не сохраняет долю собственности в сети.

### Владение Zell
2 апреля 2007 года инвестор из Чикаго Сэм Зелл объявил о планах выкупа Tribune Company за 34 доллара за акцию на общую сумму 8,2 миллиарда долларов с намерением сделать компанию частной. Сделка была одобрена 97% акционеров компании 21 августа 2007 г. Приватизация компании Tribune произошла 20 декабря 2007 г. с прекращением торгов акциями Tribune в конце торгового дня.
21 декабря 2007 года ООО «Местное телевидение», контролируемое компаниями Tribune и Oak Hill Capital Partners, объявило о планах сотрудничества в создании «компании по управлению вещанием» (позже названной «Другая компания»). 31 января 2008 года компания Tribune объявила, что приобретёт недвижимость, сданную в аренду у TMCT, LLC, в том числе недвижимость, используемую газетами Los Angeles Times, Newsday, Baltimore Sun и Hartford Courant. Компания получила опцион на покупку недвижимости за 175 миллионов долларов в результате реструктуризации TMCT, LLC в 2006 году.
Кроме того, Tribune объявила о продаже Tribune Studios и связанной с ней недвижимости в Лос-Анджелесе частной инвестиционной компании Hudson Capital, LLC за 125 миллионов долларов. Стороны также договорились о пятилетней аренде, что позволило городской телевизионной станции KTLA продолжить работу в этом месте до 2012 года.
28 апреля 2008 г. Tribune завершила сделку по приобретению недвижимости у TMCT Partnership. 29 июля 2008 г. компания Cablevision Systems Corporation завершила покупку Newsday у компании Tribune.
8 сентября 2008 года United Airlines потеряла (и почти вернула) 1 миллиард долларов рыночной стоимости, когда архивная статья Chicago Tribune от 2002 года о банкротстве United появилась в категории «самых просматриваемых» на веб-сайте South Florida Sun-Sentinel. Следующий проход индекса Новостей Google обнаружил ссылку как новую новость. Советники по безопасности доходов обнаружили, что результатом Google стала новая новость, которая была передана в Bloomberg News, где стала заголовком (Tribune, которой принадлежат обе газеты, отметила, что один щелчок по статье в непиковые часы может пометить статью как «наиболее просматриваемые»).

### Реорганизация банкротства
8 декабря 2008 г., столкнувшись с высокой долговой нагрузкой, связанной с приватизацией компании и резким падением доходов от рекламы в газетах, Tribune подала заявление о защите от банкротства в соответствии с главой 11. Изначально в планах компании было выйти из банкротства к 31 мая 2010 года, но в конечном итоге компания оказалась в затяжной процедуре банкротства ещё на четыре года. С общим долгом компании в 13 миллиардов долларов, это было крупнейшее банкротство в истории американской медиаиндустрии.
27 октября 2009 года Томас С. Рикеттс приобрел контрольный пакет акций (95%) Chicago Cubs. Продажа также включала Wrigley Field и 25% долю в Comcast SportsNet Chicago в рамках сделки, направленной на содействие реструктуризации Tribune. В октябре 2010 года Рэнди Майклс, который был назначен генеральным директором после покупки компании Зеллом, был отстранён и заменён исполнительным советом. В начале месяца New York Times сообщила о его «диковинном, часто сексуальном поведении», которое он также проявлял на своей предыдущей работе в Clear Channel Communications.

### Второе акционерное общество
13 июля 2012 года компания Tribune получила одобрение плана реорганизации, чтобы позволить компании выйти из защиты от банкротства согласно главе 11 в суде по делам о банкротстве штата Делавэр. Oaktree Capital Management, JPMorgan Chase и Angelo, Gordon & Co., которые были основными держателями долга компании, взяли на себя контроль над собственностью Tribune после выхода компании из банкротства 31 декабря 2012 г. Из-за совпадения с выходом из банкротства, акции компании начали торговаться как внебиржевые ценные бумаги под символом TRBAA. В декабре 2014 года внебиржевые торги завершились, и акции компании начали торговаться на Нью-Йоркской фондовой бирже под символом TRCO.
26 февраля 2013 г. стало известно, что Tribune наняла инвестиционные фирмы Evercore Partners и J.P. Morgan для наблюдения за продажей своих газет. 1 июля 2013 года компания Tribune объявила, что полностью выкупит 19 телевизионных станций, принадлежащих Local TV, LLC, за 2,75 миллиарда долларов. FCC одобрила приобретение 20 декабря, и продажа была завершена через неделю, 27 декабря.
Позже Tribune объявила о своём возвращении к телевизионному производству 19 марта 2013 года с перезапуском производственного и дистрибьюторского подразделения под названием Tribune Studios (не путать с прежним названием студии Sunset Bronson Studios в Лос-Анджелесе).

### Tribune Media
Основная статья: Tribune Publishing
10 июля 2013 года Tribune объявила о разделении на две компании, выделив газеты, входившие в её издательское подразделение, в отдельную компанию. Её вещательные, цифровые средства массовой информации и другие активы (включая Tribune Media Services, которая, среди прочего, предоставляет новости и тематический контент для газет Tribune), останутся за компанией Tribune. Раскол пришел по стопам аналогичных дочерних компаний News Corporation и Time Warner, которые стремились повысить прибыльность своей собственности, отделив их от испытывающей трудности печатной индустрии. 20 ноября 2013 г. компания Tribune объявила о сокращении 700 рабочих мест в своих газетах, сославшись на снижение доходов от рекламы.
Разделение было завершено 4 августа 2014 года, при этом издательское подразделение было выделено в Tribune Publishing, а остальная часть компании переименована в Tribune Media.

### Прерванное приобретение Sinclair Broadcast Group
29 февраля 2016 года Tribune Media объявила, что рассмотрит различные «стратегические альтернативы» для увеличения стоимости компании для акционеров, которые включают возможную продажу всей компании и / или отдельных активов, а также создание программных альянсов или стратегических партнерств с другими компаниями, из-за снижения стоимости её акций после выделения Tribune Publishing и списания выручки в размере 385 миллионов долларов за 2015 финансовый год, частично из-за первоначальных расходов на программирование по сценарию для WGN America, поскольку она преобразовала кабельную сеть из суперстанции в 2014 году. В 2016 году Tribune Media продала объекты недвижимости за 409 миллионов долларов, разрешив выкуп акций на 400 миллионов долларов. В декабре 2016 года Tribune Media продала Gracenote Nielsen Holdings за 560 миллионов долларов. Tribune планировала использовать сделку для погашения долга в размере 3,5 миллиарда долларов. Предполагалось, что наличные деньги принесут дивиденды в размере 500 миллионов долларов в первом квартале 2017 года. В январе 2017 года Tribune Media объявила, что Питер Лигуори уйдёт с поста президента и генерального директора в марте.
20 апреля 2017 года агентство Bloomberg сообщило, что Sinclair Broadcast Group рассматривает возможность приобретения Tribune Media в зависимости от планов нового председателя FCC Аджита Пая по восстановлению «скидки на УВЧ» (политика, согласно которой станции УВЧ учитывают только половину их общего количества аудитории к капитализации рынка 39% FCC), которая была убрана Томом Уилером в последние месяцы правления Барака Обамы. Акции обеих компаний выросли в цене на волне этих слухов. FCC восстановила скидку на УВЧ; согласно скорректированным расчетам, две компании имели совокупную долю рынка только 42%, а это означает, что объединенная компания должна будет продать станции, чтобы оставаться ниже установленного предела. Однако было только 11% перекрытия рынка между станциями Tribune и Sinclair.
30 апреля 2017 года The Wall Street Journal сообщила, что были поданы конкурирующие заявки на Tribune в результате партнерства между 21st Century Fox и частной инвестиционной компанией Blackstone Group (в рамках которой Fox внесёт свою существующую станционную группу в совместное предприятие с Blackstone), и Nexstar Media Group. Сделка Fox с Blackstone была предложена в качестве защитной меры из-за опасений 21st Century Fox по поводу количества связанных с Fox станций, которые Sinclair будет контролировать, если она приобретёт Tribune Media. Тем не менее, The New York Times сообщила, что Fox на самом деле не делала официальной заявки на Tribune Media.
8 мая 2017 года Sinclair Broadcast Group официально объявила о своем намерении приобрести Tribune Media в рамках сделки наличными и акциями с оценкой компании в 3,9 миллиарда долларов и допущением 2,7 миллиарда долларов в качестве долга Tribune.
Предлагаемая продажа вызвала обеспокоенность различных групп по поводу воздействия скидки на УВЧ для средств массовой информации США; Коалиция Института общественного представительства подала ходатайство об экстренном приостановлении возобновления действия приказа о скидках в УВЧ до решения суда, повторяя мнение Уиллера о том, что оно устарело и предназначалось для консолидации СМИ. 1 июня 2017 г. федеральный апелляционный суд вынес решение о временном административном приостановлении рассмотрения ходатайства и отклонил его 15 июня.
13 июля 2017 года акционер Tribune Media по имени Шон Макинтайр подал коллективный иск, пытаясь остановить продажу Tribune Sinclair'у, в то время как бывший поверенный Комиссии по ценным бумагам и биржам США (SEC) Вилли Бриско начал расследование продажи Tribune Sinclair'у. В тот же день другой акционер Tribune Media, указанный в юридических документах как Роберт Берг, также подал коллективный иск. В иске Sinclair и Tribune обвиняются в сокрытии деталей финансовых прогнозов двух компаний и процессов, используемых в оценочных анализах, проводимых их финансовыми консультантами. Кроме того, в заявлении о регистрации якобы отсутствует информация о потенциальных конфликтах интересов в отношении совета директоров Tribune и одного из его финансовых консультантов. Берг также утверждает, что акционеры имеют право на «точное описание» предыстории сделки, включая процессы, использованные советом директоров для принятия решения рекомендовать слияние. Без этой информации Берг полагает, что акционеры не могут определить, поддерживают ли они сделку. 18 июля 2017 года третий акционер Tribune Media, идентифицированный в юридических документах как Дэвид Пилл, также подал коллективный иск с целью остановить приобретение Sinclair'ом компании Tribune. 27 июля 2017 года юридическая фирма Faruqi & Faruqi, LLP подала коллективный иск от имени акционеров Tribune Media, пострадавших в результате предполагаемых нарушений Tribune и её советом директоров статей 14 (а) и 20. (а) Закона о фондовых биржах 1934 года в связи с предлагаемым слиянием Компании с Sinclair Broadcast Group, Inc.
19 октября 2017 года продажа была одобрена акционерами Tribune Media.
16 июля 2018 г. было сообщено, что председатель Федеральной комиссии по связи Аджит Пай «серьёзно обеспокоен» слиянием и предложил слушание дела судьей по административным делам.
9 августа 2018 г. Tribune решила отказаться от слияния и подать в суд на Sinclair, ссылаясь на нарушение контракта.

### Покупка Nexstar Media Group
В ноябре 2018 года слухи о продаже снова усилились: Байрон Аллен (основатель Entertainment Studios, Ion Media в партнерстве с Cerberus Capital Management и Hicks Equity Partners) сообщил о заинтересованности в Nexstar. Media Group сообщила, что является ведущим участником торгов.
3 декабря 2018 года Nexstar Media Group объявила о своем намерении слиться с Tribune Media за 6,4 миллиарда долларов, под прежним названием Nexstar Media Group. В результате продажи компания получит 216 станций на 118 рынках, что чуть ниже рыночной капитализации FCC, составляющей 39% домохозяйств с телевизорами. Цена продажи отражает увеличение оценки на 45% по сравнению с предложением Sinclair. Nexstar планирует продать некоторые станции и «непрофильные» активы в рамках приобретения.
21 января 2019 года стало известно, что Nexstar Media Group согласилась слиться с Tribune Media примерно за 4,1 миллиарда долларов наличными, что сделало её крупнейшим региональным оператором телекомпаний США. Компания приняла название Nexstar.
1 августа того же года Министерство юстиции США одобрило сделку.
Продажа была одобрена FCC 16 сентября и завершена 19 сентября.

## Структура
- 10 газет, включая Chicago Tribune, Los Angeles Times, Hartford Courant, Orlando Sentinel, South Florida Sun-Sentinel, Baltimore Sun и The Morning Call.
- Подразделение Tribune Broadcasting, владеющее 23 телеканалами.
- Подразделение Tribune Interactive, владеющее более чем 50 веб-сайтами, включая сайты основных газет холдинга, а также являющееся совладельцем сайтов CareerBuilder.com, Cars.com, Apartments.com и Topix.net.
- Подразделение Tribune Media Services, предоставляющее разнообразную (в том числе новостную) информацию сторонним печатным и интернет изданиям.